# 7,5 cm Pak 40
Pak 40 (нім. 7,5 cm Panzerjägerkanone 40 L/46) — німецька 75-мм протитанкова гармата періоду Другої світової війни, основна гармата цього класу в Вермахті. Головним призначенням гармати була боротьба з танками і бронемашинами, проте, досить великий калібр та наявність в її боєкомплекті осколково-фугасного снаряда дозволяли використовувати гармату для придушення вогневих точок, руйнування різних перешкод легкого типу і для знищення живої сили противника.

## Відео
- 7.5 cm Pak 40
- pak 40 The Battle